# Camilla pruinosa
Camilla pruinosa är en tvåvingeart som beskrevs av Oswald Duda 1934. Camilla pruinosa ingår i släktet Camilla och familjen gnagarflugor.
Artens utbredningsområde är Israel. Inga underarter finns listade i Catalogue of Life.